# Alvin Singh
Alvin Singh (* 9. Juni 1988 in Yalalevu) ist ein fidschianischer Fußballspieler, welcher meist in der Innenverteidigung eingesetzt wird. Seit 2017 steht er bei APIA Leichhardt Tigers in der New South Wales Premier League unter Vertrag und steht seit 2008 regelmäßig im Kader der fidschianischen Fußballnationalmannschaft.

## Karriere
Vom fidschianischen Club Ba FC wechselte er im zur Saison 2010/11 nach Papua-Neuguinea zu Hekari United FC. Nach nur einen Jahr kehrte er zurück zum Ba FC zurück. Nachdem er den Verein im Juli 2013 verlassen hatte, kehrte er zwei Jahre später wieder zum Verein zurück. Im Januar 2017 verließ er den Ba FC in Richtung Australien und schloss sich dort den APIA Leichhardt Tigers an, welche in der New South Wales Premier League vertreten sind.
Am 6. September 2008 wurde er von Trainer Juan Carlos Buzzetti erstmals in der fidschianischen Fußballnationalmannschaft aufgeboten. Beim 2:0-Sieg gegen Vanuatu in der WM-Qualifikation wurde er in der 80. Minute für Pita Bolatoga eingewechselt. Im Freundschaftsspiel am 19. August 2015 gegen Tonga erzielte er sein erstes Tor im Nationaldress. Beim 5:0-Sieg erzielte er in der 16. Minute das zwischenzeitliche 2:0. Im Jahr 2016 wurde er von Trainer Frank Farina für die Olympischen Sommerspiele 2016 nominiert und wurde bei allen drei Spielen des Fußballwettbewerb eingesetzt.